# Carlo Sonego
Carlo Sonego (ur. 20 lutego 1972 w Sacile) – włoski lekkoatleta specjalizujący się w rzucie oszczepem.
Mistrz Włoch z 1994 i 1999 roku. W 1998 brał udział w mistrzostwach Europy w Budapeszcie - z wynikiem 77,74 m zajął 7. miejsce w swojej grupie eliminacyjnej i nie awansował do finału. Obecny rekordzista swojego kraju w rzucie oszczepem - 84,60 (5 sierpnia 1999, Osaka). Wielokrotny reprezentant Włoch.